# 小野诚治
小野诚治（日语：／ Ono Seiji，1956年6月18日—），日本退役乒乓球运动员，为迄今为止最后一名夺得單打世界冠军头衔的日本男子选手。

## 生涯
1979年，小野诚治以新秀身份参加平壤世乒赛，于男单决赛中意外地击败中国名将郭跃华，成为本届赛事的最大黑马。此后，小野诚治再无突出成绩。职业生涯末期的小野诚治，于1988年参加了汉城奥运会乒乓球比赛，在男单比赛中打进十六强。1990年代，小野诚治退役。